# Guillermo Ugarte Chamorro
Guillermo Ugarte Chamorro (31 de julio de 1921, Arequipa -14 de julio de 1998, Lima-Perú), actor, gestor y educador teatral.

## Biografía
Inició su trayectoria en el teatro durante su infancia con el Grupo Aficionado Precocidad en Arequipa. Posteriormente, formó parte de la Compañía Infantil Hermanos Gassols, con la que realizó giras, incluyendo presentaciones en Santiago de Chile.
Estudió en la Facultad de Letras de la Universidad Nacional Mayor de San Marcos. Fue director de la Escuela Nacional de Arte Escénico (ENAE) tras la salida de Edmundo Barbero, donde promovió el desarrollo del teatro en Lima. Impulsó la formación pedagógica en artes escénicas, organizando temporadas teatrales en el teatrín del Pasaje García Calderón y funciones al aire libre en la concha acústica del Campo de Marte. Desde el Teatro Universitario de San Marcos, difundió obras de teatro y estudios especializados.
Durante su gestión, la Escuela Nacional de Arte Escénico fue clausurada y posteriormente reabierta como la Escuela Nacional de Arte Dramático (ENAD), institución con la que mantuvo una postura crítica.Dirigió el Teatro de la Universidad Nacional Mayor de San Marcos durante tres décadas y promovió concursos de dramaturgia.
A lo largo de su vida, realizó investigaciones sobre el teatro y recopiló más de 1,000 piezas relacionadas con máscaras festivas y teatrales.Su colección, que incluía objetos elaborados en diversos materiales, pasó en 2003 al Museo de Artes y Tradiciones Populares Luis Repetto Málaga de la Pontificia Universidad Católica del Perú.
En reconocimiento a su labor, la Escuela Nacional Superior de Arte Dramático lleva su nombre.